# Carlos Lobatón
Carlos Lobatón Espejo (Callao, 6 de febrero de 1980) es un exfutbolista peruano. Jugaba como mediocentro y su último equipo fue el Club Sporting Cristal de la Primera División del Perú, en el cual jugó desde 2005 a 2019 y del que además fue su capitán. fue internacional con la selección de fútbol del Perú en 49 ocasiones.

## Biografía
Radicó en Colombia con su padre y familia entre 1980 y mediados de 1996, a su regreso llega a las menores de Sporting Cristal. Jugó el Sudamericano de Fútbol Sub-17 jugado en Paraguay en 1997. Proviene de una reconocida familia de futbolistas peruanos, es hijo de Abel Lobatón Vesgas (delantero peruano de los años 1970 y 1980) y hermano menor de Abel Lobatón; además es sobrino de Hugo Lobatón que jugó en Sporting Cristal entre 1962 hasta 1967, de Pablo Lobatón Donayre canterano celeste que jugó entre 1981 y 1984, y de Carlos Lobatón Donayre campeón en 1991 con el cuadro rimense. Cabe resaltar que su padre Abel Lobatón Vesgas jugó para Sport Boys durante 8 temporadas, además se destacó en el fútbol de Colombia, durante los 10 años que militó en el país cafetero anotó 65 goles.
Está casado con Giuliana Arata desde 2011. La pareja tiene tres hijas. Lobatón es imagen de la marca Adidas en el Perú.

## Trayectoria

### Primeros años (1998-2003)
Lobatón realizó las divisiones inferiores en el Sporting Cristal en donde incluso llegó a ser entrenado por el propio Alberto Gallardo, estuvo en las menores del cuadro rimense entre 1996 y 1999. En 1998 hace su debut jugando en la segunda profesional en Sport Agustino; su debut profesional fue en abril del año 2000 en el Sport Boys, permaneció en el cuadro chalaco hasta el 2001, fue parte del equipo chalaco que consiguió clasificar a la Copa Libertadores 2001, llegando a 
alternar algunos partidos. 
El año 2002 jugó el Torneo Apertura por el Estudiantes de Medicina y el Clausura por Universitario de Deportes, culminando ambos torneos en la penúltima ubicación con sus respectivos clubes. Lobatón comenzó su ascenso futbolístico jugando por el Unión Huaral en el Apertura 2003 equipo con el que tuvo mayor participación y culminó en séptima ubicación.

### Cienciano (2003-2005)
Carlos Lobatón firmó por el Cienciano en la segunda mitad del 2003 y llegó a jugar la Copa Sudamericana de ese año. Lobatón fue uno de los jugadores que más partidos jugó en el torneo continental, participó con una asistencia a Germán Carty en el triunfo sobre el Santos de Brasil en cuartos de final, y jugó las finales ante River Plate en que el club cusqueño ganó por un marcador global de 4-3. Así, el jugador peruano logró su primer título internacional.
Al año siguiente, jugó la Recopa Sudamericana 2004 contra el Boca Juniors campeón de la Copa Libertadores 2003. En un partido muy parejo, peruanos y argentinos empataron a un gol en tiempo regular, por lo que definieron el título en tiros desde el punto penal. Lobatón marcó uno de los penales con los que su equipo ganó por 4-2 y obtuvo así su segundo título internacional. Ese mismo año consiguió clasificar a la Copa Libertadores 2005.
Carlos Lobatón cerró su ciclo en el Cienciano con la obtención del Apertura 2005, que significó el primer título nacional del futbolista peruano.

### Sporting Cristal (2005-2019)
En julio del año 2005 Lobatón volvió al Sporting Cristal, club donde realizó las divisiones inferiores. En su primer torneo ganó el Torneo Clausura 2005 llegando a marcar el gol del título en la victoria de Cristal sobre el Coronel Bolognesi por 1-2. Jugó también la definición del campeonato nacional de ese año ante el Cienciano en la ciudad de Arequipa, título que también consiguió al imponerse su equipo por 1-0. Carlos Lobatón logró así los tres campeonatos oficiales jugados ese año en Perú: el Apertura (con Cienciano), el Clausura y el título nacional (con Sporting Cristal). Jugó la Copa Libertadores 2006 y Copa Libertadores 2007
Carlos Lobatón obtuvo su segundo campeonato nacional con Cristal en el 2012 tras la consagración del equipo ante el Real Garcilaso por un marcador global de 2-0. Lobatón conformó la línea de volantes de este equipo junto a Jorge Cazulo, Renzo Sheput y Juan Carlos Mariño, además, fue su segundo capitán durante todo el año, esa temporada Lobatón anotó 5 goles. Debido a su gran aporte al club, Loba es desde la temporada 2013 el primer capitán del equipo, ese año Lobatón anotó 6 goles. 
En la temporada 2014, anotó 19 goles sumando los tantos del Torneo del Inca 2014 y el Campeonato Descentralizado 2014, teniendo una de sus mejores campañas en su carrera. En el Torneo Apertura en la fecha 7, Lobatón marco dos golazos al Juan Aurich: uno de ellos fue un gol olímpico y el otro fue un tiro desde 60 metros al arco. Durante el Torneo Clausura, consiguieron quedarse con el título al ganar a Alianza Lima. Jugó la final contra Juan Aurich en donde el partido de ida quedó 2-2 y en la vuelta 0-0, en el tercer partido  Sporting Cristal ganó 3-2 y salió campeón.
Fue premiado como el mejor jugador del Campeonato Descentralizado 2014. En el año 2015 marcó un gol olímpico a Cienciano donde Sporting Cristal ganó 1-0, Lobaton ya lleva 99 goles con la casaquilla celeste desde su llegada el año 2005, tanto en torneos locales como en Copa Libertadores, metiéndose dentro de los 6 máximos goleadores del club rimense, por encima de referentes del club rimense como Roberto Palacios y otros.

## Selección nacional
Fue internacional con la selección de fútbol de Perú en 47 ocasiones. En la Copa América 2011, anotó su único gol con la selección, se lo hizo a Colombia por los cuartos de final.
| \| PJ \| Fecha \| Ciudad \| Local \| Resultado \| Visitante \| Competición \| Goles \| Asist. \| \| --- \| ---------- \| ---------------- \| ---------------------- \| --------- \| --------------- \| -------------------------- \| ----- \| ------ \| \| 1. \| 22-05-2005 \| Niigata \| Japón \| 0–1 \| Perú \| Copa Kirin \| 0 \| 0 \| \| 2. \| 24-05-2005 \| Toyota \| Emiratos Árabes Unidos \| 0–0 \| Perú \| Copa Kirin \| 0 \| 0 \| \| 3. \| 18-11-2007 \| Lima \| Perú \| 1–1 \| Brasil \| Clasificación Mundial 2010 \| 0 \| 0 \| \| 4. \| 21-11-2007 \| Quito \| Ecuador \| 5–1 \| Perú \| Clasificación Mundial 2010 \| 0 \| 0 \| \| 5. \| 17-11-2010 \| Bogotá \| Colombia \| 1–1 \| Perú \| Amistoso \| 0 \| 0 \| \| 6. \| 08-02-2011 \| Moquegua \| Perú \| 1–0 \| Panamá \| Amistoso \| 0 \| 0 \| \| 7. \| 29-03-2011 \| La Haya \| Perú \| 0–0 \| Ecuador \| Amistoso \| 0 \| 0 \| \| 8. \| 01-06-2011 \| Niigata \| Japón \| 0–0 \| Perú \| Copa Kirin \| 0 \| 0 \| \| 9. \| 04-06-2011 \| Matsumoto \| Perú \| 0–0 \| República Checa \| Copa Kirin \| 0 \| 0 \| \| 10. \| 28-06-2011 \| Lima \| Perú \| 1–0 \| Senegal \| Amistoso \| 0 \| 0 \| \| 11. \| 04-07-2011 \| San Juan \| Uruguay \| 1–1 \| Perú \| Copa América 2011 \| 0 \| 0 \| \| 12. \| 08-07-2011 \| Mendoza \| México \| 0–1 \| Perú \| Copa América 2011 \| 0 \| 0 \| \| 13. \| 12-07-2011 \| Mendoza \| Chile \| 1–0 \| Perú \| Copa América 2011 \| 0 \| 0 \| \| 14. \| 16-07-2011 \| Córdoba \| Colombia \| 0–2 \| Perú \| Copa América 2011 \| 1 \| 0 \| \| 15. \| 19-07-2011 \| La Plata \| Perú \| 0–2 \| Uruguay \| Copa América 2011 \| 0 \| 0 \| \| 16. \| 23-07-2011 \| La Plata \| Perú \| 4–1 \| Venezuela \| Copa América 2011 \| 0 \| 0 \| \| 17. \| 02-09-2011 \| Lima \| Perú \| 2–2 \| Bolivia \| Amistoso \| 0 \| 0 \| \| 18. \| 05-09-2011 \| La Paz \| Bolivia \| 0–0 \| Perú \| Amistoso \| 0 \| 0 \| \| 19. \| 07-10-2011 \| Lima \| Perú \| 2–0 \| Paraguay \| Clasificación Mundial 2014 \| 0 \| 0 \| \| 20. \| 11-10-2011 \| Santiago \| Chile \| 4–2 \| Perú \| Clasificación Mundial 2014 \| 0 \| 0 \| \| 21. \| 15-11-2011 \| Quito \| Ecuador \| 2–0 \| Perú \| Clasificación Mundial 2014 \| 0 \| 0 \| \| 22. \| 29-02-2012 \| Túnez \| Túnez \| 1–1 \| Perú \| Amistoso \| 0 \| 0 \| \| 23. \| 23-05-2012 \| Lima \| Perú \| 1–0 \| Nigeria \| Amistoso \| 0 \| 0 \| \| 24. \| 03-06-2012 \| Lima \| Perú \| 0–1 \| Colombia \| Clasificación Mundial 2014 \| 0 \| 0 \| \| 25. \| 10-06-2012 \| Montevideo \| Uruguay \| 4-2 \| Perú \| Clasificación Mundial 2014 \| 0 \| 0 \| \| 26. \| 07-09-2012 \| Lima \| Perú \| 2-1 \| Venezuela \| Clasificación Mundial 2014 \| 0 \| 0 \| \| 27. \| 11-09-2012 \| Lima \| Perú \| 1-1 \| Argentina \| Clasificación Mundial 2014 \| 0 \| 0 \| \| 28. \| 06-02-2013 \| Couva \| Trinidad y Tobago \| 0-2 \| Perú \| Amistoso \| 0 \| 0 \| \| 29. \| 22-03-2013 \| Lima \| Perú \| 1-0 \| Chile \| Clasificación Mundial 2014 \| 0 \| 0 \| \| 30. \| 01-06-2013 \| Panamá \| Panamá \| 1-2 \| Perú \| Amistoso \| 0 \| 1 \| \| 31. \| 11-06-2013 \| Barranquilla \| Colombia \| 2-0 \| Perú \| Clasificación Mundial 2014 \| 0 \| 0 \| \| 32. \| 14-08-2013 \| Suwon \| Corea del Sur \| 0-0 \| Perú \| Amistoso \| 0 \| 0 \| \| 33. \| 10-09-2013 \| Puerto La Cruz \| Venezuela \| 3-2 \| Perú \| Clasificación Mundial 2014 \| 0 \| 0 \| \| 34. \| 15-10-2013 \| Lima \| Perú \| 1-1 \| Bolivia \| Clasificación Mundial 2014 \| 0 \| 1 \| \| 35. \| 03-06-2015 \| Lima \| Perú \| 1-1 \| México \| Amistoso \| 0 \| 1 \| \| 36. \| 14-06-2015 \| Temuco \| Perú \| 1-2 \| Brasil \| Copa América 2015 \| 0 \| 0 \| \| 37. \| 18-06-2015 \| Valparaíso \| Perú \| 1-0 \| Venezuela \| Copa América 2015 \| 0 \| 0 \| \| 38. \| 21-06-2015 \| Temuco \| Perú \| 0-0 \| Colombia \| Copa América 2015 \| 0 \| 0 \| \| 39. \| 21-06-2015 \| Santiago \| Chile \| 2-1 \| Perú \| Copa América 2015 \| 0 \| 0 \| \| 40. \| 21-06-2015 \| Concepción \| Perú \| 2-0 \| Paraguay \| Copa América 2015 \| 0 \| 0 \| \| 41. \| 04-09-2015 \| Washington D. C. \| Estados Unidos \| 2-1 \| Perú \| Amistoso \| 0 \| 0 \| \| 42. \| 08-09-2015 \| Nueva Jersey \| Colombia \| 1-1 \| Perú \| Amistoso \| 0 \| 0 \| \| 43. \| 08-10-2015 \| Barranquilla \| Colombia \| 2-0 \| Perú \| Clasificación Mundial 2018 \| 0 \| 0 \| \| 44. \| 13-10-2015 \| Lima \| Perú \| 3-4 \| Chile \| Clasificación Mundial 2018 \| 0 \| 0 \| \| 45. \| 13-11-2015 \| Lima \| Perú \| 1-0 \| Paraguay \| Clasificación Mundial 2018 \| 0 \| 0 \| \| 46. \| 17-11-2015 \| El Salvador \| Brasil \| 3-0 \| Perú \| Clasificación Mundial 2018 \| 0 \| 0 \| \| 47. \| 24-03-2016 \| Lima \| Perú \| 2-2 \| Venezuela \| Clasificación Mundial 2018 \| 0 \| 0 \| \| 48. \| 6-10-2016 \| Lima \| Perú \| 2-2 \| Argentina \| Clasificación Mundial 2018 \| 0 \| 0 \| \| 49. \| 11-10-2016 \| Santiago \| Chile \| 2-1 \| Perú \| Clasificación Mundial 2018 \| 0 \| 0 \| |            |                  |                        |           |                 |                            |       |        |
| PJ | Fecha      | Ciudad           | Local                  | Resultado | Visitante       | Competición                | Goles | Asist. |
| 1. | 22-05-2005 | Niigata          | Japón                  | 0–1       | Perú            | Copa Kirin                 | 0     | 0      |
| 2. | 24-05-2005 | Toyota           | Emiratos Árabes Unidos | 0–0       | Perú            | Copa Kirin                 | 0     | 0      |
| 3. | 18-11-2007 | Lima             | Perú                   | 1–1       | Brasil          | Clasificación Mundial 2010 | 0     | 0      |
| 4. | 21-11-2007 | Quito            | Ecuador                | 5–1       | Perú            | Clasificación Mundial 2010 | 0     | 0      |
| 5. | 17-11-2010 | Bogotá           | Colombia               | 1–1       | Perú            | Amistoso                   | 0     | 0      |
| 6. | 08-02-2011 | Moquegua         | Perú                   | 1–0       | Panamá          | Amistoso                   | 0     | 0      |
| 7. | 29-03-2011 | La Haya          | Perú                   | 0–0       | Ecuador         | Amistoso                   | 0     | 0      |
| 8. | 01-06-2011 | Niigata          | Japón                  | 0–0       | Perú            | Copa Kirin                 | 0     | 0      |
| 9. | 04-06-2011 | Matsumoto        | Perú                   | 0–0       | República Checa | Copa Kirin                 | 0     | 0      |
| 10. | 28-06-2011 | Lima             | Perú                   | 1–0       | Senegal         | Amistoso                   | 0     | 0      |
| 11. | 04-07-2011 | San Juan         | Uruguay                | 1–1       | Perú            | Copa América 2011          | 0     | 0      |
| 12. | 08-07-2011 | Mendoza          | México                 | 0–1       | Perú            | Copa América 2011          | 0     | 0      |
| 13. | 12-07-2011 | Mendoza          | Chile                  | 1–0       | Perú            | Copa América 2011          | 0     | 0      |
| 14. | 16-07-2011 | Córdoba          | Colombia               | 0–2       | Perú            | Copa América 2011          | 1     | 0      |
| 15. | 19-07-2011 | La Plata         | Perú                   | 0–2       | Uruguay         | Copa América 2011          | 0     | 0      |
| 16. | 23-07-2011 | La Plata         | Perú                   | 4–1       | Venezuela       | Copa América 2011          | 0     | 0      |
| 17. | 02-09-2011 | Lima             | Perú                   | 2–2       | Bolivia         | Amistoso                   | 0     | 0      |
| 18. | 05-09-2011 | La Paz           | Bolivia                | 0–0       | Perú            | Amistoso                   | 0     | 0      |
| 19. | 07-10-2011 | Lima             | Perú                   | 2–0       | Paraguay        | Clasificación Mundial 2014 | 0     | 0      |
| 20. | 11-10-2011 | Santiago         | Chile                  | 4–2       | Perú            | Clasificación Mundial 2014 | 0     | 0      |
| 21. | 15-11-2011 | Quito            | Ecuador                | 2–0       | Perú            | Clasificación Mundial 2014 | 0     | 0      |
| 22. | 29-02-2012 | Túnez            | Túnez                  | 1–1       | Perú            | Amistoso                   | 0     | 0      |
| 23. | 23-05-2012 | Lima             | Perú                   | 1–0       | Nigeria         | Amistoso                   | 0     | 0      |
| 24. | 03-06-2012 | Lima             | Perú                   | 0–1       | Colombia        | Clasificación Mundial 2014 | 0     | 0      |
| 25. | 10-06-2012 | Montevideo       | Uruguay                | 4-2       | Perú            | Clasificación Mundial 2014 | 0     | 0      |
| 26. | 07-09-2012 | Lima             | Perú                   | 2-1       | Venezuela       | Clasificación Mundial 2014 | 0     | 0      |
| 27. | 11-09-2012 | Lima             | Perú                   | 1-1       | Argentina       | Clasificación Mundial 2014 | 0     | 0      |
| 28. | 06-02-2013 | Couva            | Trinidad y Tobago      | 0-2       | Perú            | Amistoso                   | 0     | 0      |
| 29. | 22-03-2013 | Lima             | Perú                   | 1-0       | Chile           | Clasificación Mundial 2014 | 0     | 0      |
| 30. | 01-06-2013 | Panamá           | Panamá                 | 1-2       | Perú            | Amistoso                   | 0     | 1      |
| 31. | 11-06-2013 | Barranquilla     | Colombia               | 2-0       | Perú            | Clasificación Mundial 2014 | 0     | 0      |
| 32. | 14-08-2013 | Suwon            | Corea del Sur          | 0-0       | Perú            | Amistoso                   | 0     | 0      |
| 33. | 10-09-2013 | Puerto La Cruz   | Venezuela              | 3-2       | Perú            | Clasificación Mundial 2014 | 0     | 0      |
| 34. | 15-10-2013 | Lima             | Perú                   | 1-1       | Bolivia         | Clasificación Mundial 2014 | 0     | 1      |
| 35. | 03-06-2015 | Lima             | Perú                   | 1-1       | México          | Amistoso                   | 0     | 1      |
| 36. | 14-06-2015 | Temuco           | Perú                   | 1-2       | Brasil          | Copa América 2015          | 0     | 0      |
| 37. | 18-06-2015 | Valparaíso       | Perú                   | 1-0       | Venezuela       | Copa América 2015          | 0     | 0      |
| 38. | 21-06-2015 | Temuco           | Perú                   | 0-0       | Colombia        | Copa América 2015          | 0     | 0      |
| 39. | 21-06-2015 | Santiago         | Chile                  | 2-1       | Perú            | Copa América 2015          | 0     | 0      |
| 40. | 21-06-2015 | Concepción       | Perú                   | 2-0       | Paraguay        | Copa América 2015          | 0     | 0      |
| 41. | 04-09-2015 | Washington D. C. | Estados Unidos         | 2-1       | Perú            | Amistoso                   | 0     | 0      |
| 42. | 08-09-2015 | Nueva Jersey     | Colombia               | 1-1       | Perú            | Amistoso                   | 0     | 0      |
| 43. | 08-10-2015 | Barranquilla     | Colombia               | 2-0       | Perú            | Clasificación Mundial 2018 | 0     | 0      |
| 44. | 13-10-2015 | Lima             | Perú                   | 3-4       | Chile           | Clasificación Mundial 2018 | 0     | 0      |
| 45. | 13-11-2015 | Lima             | Perú                   | 1-0       | Paraguay        | Clasificación Mundial 2018 | 0     | 0      |
| 46. | 17-11-2015 | El Salvador      | Brasil                 | 3-0       | Perú            | Clasificación Mundial 2018 | 0     | 0      |
| 47. | 24-03-2016 | Lima             | Perú                   | 2-2       | Venezuela       | Clasificación Mundial 2018 | 0     | 0      |
| 48. | 6-10-2016  | Lima             | Perú                   | 2-2       | Argentina       | Clasificación Mundial 2018 | 0     | 0      |
| 49. | 11-10-2016 | Santiago         | Chile                  | 2-1       | Perú            | Clasificación Mundial 2018 | 0     | 0      |

### Participaciones en Copa América
| Torneo            | Sede      | Resultado    | Partidos | Goles |
| ----------------- | --------- | ------------ | -------- | ----- |
| Copa América 2011 | Argentina | Tercer lugar | 6        | 1     |
| Copa América 2015 | Chile     | Tercer lugar | 5        | 0     |

### Participaciones en Eliminatorias
| Eliminatorias                    | Selección | Resultado           | Partidos | Goles |
| -------------------------------- | --------- | ------------------- | -------- | ----- |
| Eliminatorias Sudamericanas 2010 | Perú      | 10.º (No clasificó) | 2        | 0     |
| Eliminatorias Sudamericanas 2014 | Perú      | 7.º (No clasificó)  | 11       | 0     |
| Eliminatorias Sudamericanas 2018 | Perú      | 5.º (Clasificado)   | 7        | 0     |

## Estadísticas
Estadísticas actualizadas y corregidas hasta el 4 de diciembre de 2019.
| Club                           | Div.                | Temporada           | Liga  | Liga  | Copa Nacional | Copa Nacional | Copa Internacional | Copa Internacional | Total | Total |
| Club                           | Div.                | Temporada           | Part. | Goles | Part.         | Goles         | Part.              | Goles              | Part. | Goles |
| ------------------------------ | ------------------- | ------------------- | ----- | ----- | ------------- | ------------- | ------------------ | ------------------ | ----- | ----- |
| Sport Boys · Perú              | 1.ª                 | 2000                | 24    | 5     | —             | —             | —                  | —                  | 24    | 5     |
| Sport Boys · Perú              | 1.ª                 | 2001                | 29    | 3     | —             | —             | —                  | —                  | 29    | 3     |
| Sport Boys · Perú              | Total Club          | Total Club          | 53    | 8     | 0             | 0             | 0                  | 0                  | 53    | 8     |
| Estudiantes de Medicina · Perú | 1.ª                 | 2002                | 13    | 4     | —             | —             | —                  | —                  | 13    | 4     |
| Estudiantes de Medicina · Perú | Total Club          | Total Club          | 13    | 4     | 0             | 0             | 0                  | 0                  | 13    | 4     |
| Universitario · Perú           | 1.ª                 | 2002                | 9     | 2     | —             | —             | —                  | —                  | 9     | 2     |
| Universitario · Perú           | Total Club          | Total Club          | 9     | 2     | 0             | 0             | 0                  | 0                  | 9     | 2     |
| Unión Hural · Perú             | 1.ª                 | 2003                | 17    | 1     | —             | —             | —                  | —                  | 17    | 1     |
| Unión Hural · Perú             | Total Club          | Total Club          | 17    | 1     | 0             | 0             | 0                  | 0                  | 17    | 1     |
| Cienciano · Perú               | 1.ª                 | 2003                | 10    | 2     | —             | —             | 1                  | 0                  | 11    | 2     |
| Cienciano · Perú               | 1.ª                 | 2004                | 40    | 10    | —             | —             | 10                 | 4                  | 50    | 14    |
| Cienciano · Perú               | 1.ª                 | 2005                | 13    | 0     | —             | —             | 2                  | 1                  | 15    | 1     |
| Cienciano · Perú               | Total Club          | Total Club          | 63    | 12    | 0             | 0             | 13                 | 5                  | 76    | 17    |
| Sporting Cristal · Perú        | 1.ª                 | 2005                | 18    | 2     | —             | —             | —                  | —                  | 18    | 2     |
| Sporting Cristal · Perú        | 1.ª                 | 2006                | 32    | 5     | —             | —             | 3                  | 0                  | 35    | 5     |
| Sporting Cristal · Perú        | 1.ª                 | 2007                | 35    | 5     | —             | —             | 2                  | 0                  | 37    | 5     |
| Sporting Cristal · Perú        | 1.ª                 | 2008                | 47    | 13    | —             | —             | —                  | —                  | 47    | 13    |
| Sporting Cristal · Perú        | 1.ª                 | 2009                | 40    | 8     | —             | —             | 2                  | 0                  | 42    | 8     |
| Sporting Cristal · Perú        | 1.ª                 | 2010                | 34    | 3     | —             | —             | —                  | —                  | 34    | 3     |
| Sporting Cristal · Perú        | 1.ª                 | 2011                | 25    | 1     | 0             | 0             | —                  | —                  | 25    | 1     |
| Sporting Cristal · Perú        | 1.ª                 | 2012                | 35    | 5     | —             | —             | —                  | —                  | 35    | 5     |
| Sporting Cristal · Perú        | 1.ª                 | 2013                | 32    | 6     | —             | —             | 6                  | 3                  | 38    | 9     |
| Sporting Cristal · Perú        | 1.ª                 | 2014                | 43    | 19    | —             | —             | 2                  | 1                  | 45    | 20    |
| Sporting Cristal · Perú        | 1.ª                 | 2015                | 25    | 13    | —             | —             | 5                  | 3                  | 30    | 16    |
| Sporting Cristal · Perú        | 1.ª                 | 2016                | 27    | 9     | —             | —             | 6                  | 0                  | 33    | 9     |
| Sporting Cristal · Perú        | 1.ª                 | 2017                | 27    | 2     | —             | —             | 5                  | 0                  | 32    | 2     |
| Sporting Cristal · Perú        | 1.ª                 | 2018                | 34    | 3     | —             | —             | —                  | —                  | 34    | 3     |
| Sporting Cristal · Perú        | 1.ª                 | 2019                | 28    | 4     | 4             | 2             | 7                  | 0                  | 39    | 6     |
| Sporting Cristal · Perú        | Total Club          | Total Club          | 482   | 98    | 4             | 2             | 38                 | 7                  | 524   | 107   |
| Total en su carrera            | Total en su carrera | Total en su carrera | 634   | 125   | 4             | 2             | 51                 | 12                 | 689   | 139   |

### Resumen estadístico
| Competición           | Partidos | Goles | Promedio |
| --------------------- | -------- | ----- | -------- |
| Primera División      | 634      | 125   | 0,197    |
| Copas nacionales      | 4        | 2     | 0,500    |
| Copas Internacionales | 51       | 12    | 0,235    |
| Selección de Perú     | 49       | 1     | 0,020    |
| Total en su carrera   | 738      | 140   | 0,189    |

## Palmarés

### Torneos cortos
| Título           | Club             | País | Año  |
| ---------------- | ---------------- | ---- | ---- |
| Torneo Apertura  | Cienciano        | Perú | 2005 |
| Torneo Clausura  | Sporting Cristal | Perú | 2005 |
| Torneo Clausura  | Sporting Cristal | Perú | 2014 |
| Torneo Apertura  | Sporting Cristal | Perú | 2015 |
| Torneo Clausura  | Sporting Cristal | Perú | 2016 |
| Torneo de Verano | Sporting Cristal | Perú | 2018 |
| Torneo Apertura  | Sporting Cristal | Perú | 2018 |

### Campeonatos nacionales
| Título                 | Club             | País | Año  |
| ---------------------- | ---------------- | ---- | ---- |
| Torneo Descentralizado | Sporting Cristal | Perú | 2005 |
| Torneo Descentralizado | Sporting Cristal | Perú | 2012 |
| Torneo Descentralizado | Sporting Cristal | Perú | 2014 |
| Torneo Descentralizado | Sporting Cristal | Perú | 2016 |
| Torneo Descentralizado | Sporting Cristal | Perú | 2018 |

### Campeonatos internacionales
| Título              | Club              | País | Año  |
| ------------------- | ----------------- | ---- | ---- |
| Copa Sudamericana   | Cienciano         | Perú | 2003 |
| Recopa Sudamericana | Cienciano         | Perú | 2004 |
| Copa Kirin          | Selección de Perú | Perú | 2005 |

### Distinciones individuales
| Distinción                                                                                            | Año  |
| --- | ---- |
| Máximo asistidor del Campeonato Descentralizado                                                       | 2009 |
| Incluido en el equipo ideal del Campeonato Descentralizado según el portal periodístico DeChalaca.com | 2009 |
| Incluido en el equipo ideal del Campeonato Descentralizado según el portal periodístico DeChalaca.com | 2011 |
| Incluido en el equipo ideal del Campeonato Descentralizado según el portal periodístico DeChalaca.com | 2012 |
| Incluido en el equipo ideal del Torneo Apertura de Perú según DeChalaca.com                           | 2014 |
| Incluido en el equipo ideal del Campeonato Descentralizado según DeChalaca.com                        | 2014 |
| Futbolista del año en Perú                                                                            | 2014 |
| Incluido en el 11 Ideal de la primera fase de la Copa América 2015                                    | 2015 |